# 1651 en arts plastiques
| Années des arts plastiques : 1648 - 1649 - 1650 - 1651 - 1652 - 1653 - 1654    |
| Décennies des arts plastiques : 1620 - 1630 - 1640 - 1650 - 1660 - 1670 - 1680 |

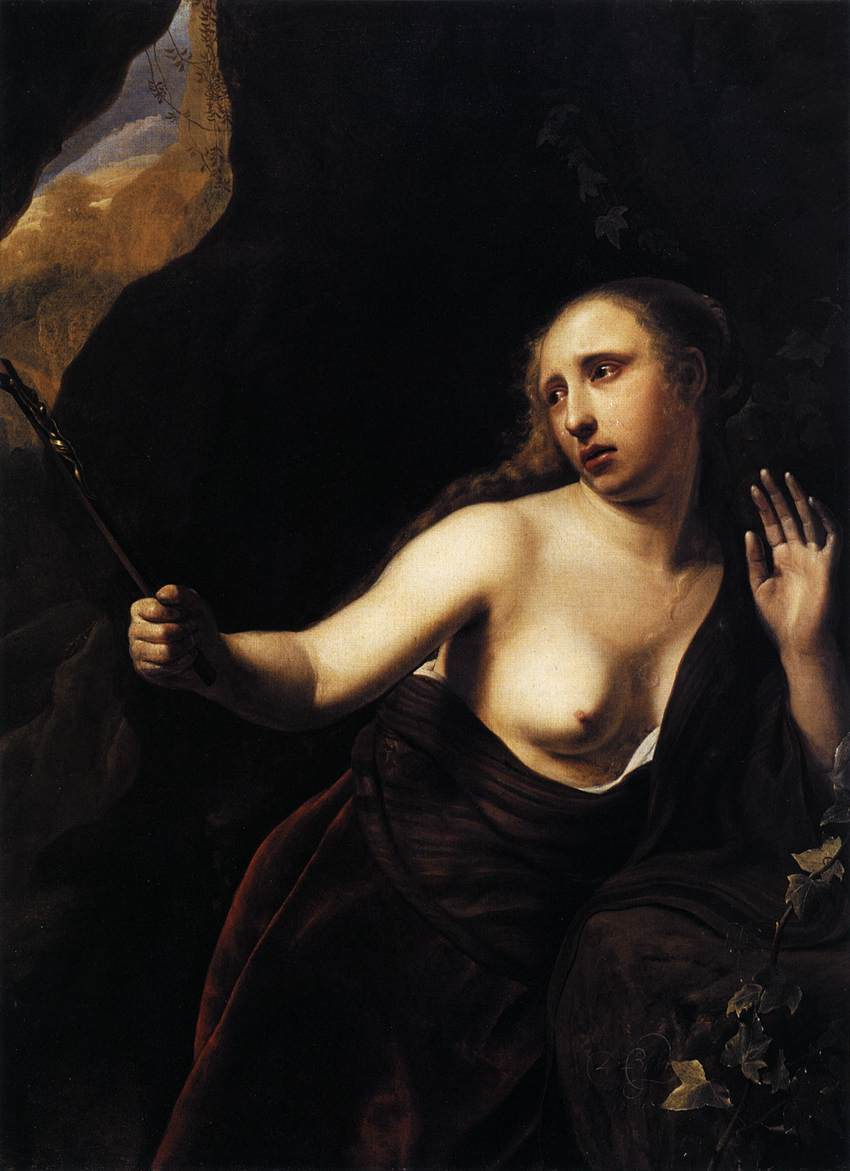
Marie Madeleine pénitente, toile de Dirck Bleker. Rijksmuseum d'Amsterdam.

Cette page concerne l'année 1651 en arts plastiques.

## Naissances
- 23 janvier : Anne Strésor, miniaturiste française († le 6 décembre 1713),
- 17 décembre : François Puget, peintre français († le 6 octobre 1707),
- ? :
  - Niccolò Bambini, peintre  baroque italien († 1736),
  - Cristóbal Hernández de Quintana, peintre  baroque espagnol († 1725).

## Décès
- 27 janvier : Abraham Bloemaert, peintre et graveur néerlandais (° 25 décembre 1564),
- 18 mars : Gerard Seghers, peintre flamand (° 1591),
- 26 avril : Floris Claesz van Dijck, peintre néerlandais (vers ° 1575),
- ? :
  - Friedrich Brentel, graveur et peintre miniaturiste allemand (° 1580),
  - Giovanni Domenico Cappellino, peintre italien de l'école génoise (° 1580),
  - Joris van Schooten, peintre néerlandais (° 1587),
  - Tang Zhiqi, peintre chinois (° 1579),